# Église Saint-Pierre-ès-Liens de Ricey-Bas
Pour les articles homonymes, voir Église Saint-Pierre-ès-Liens.
L'église Saint-Pierre-ès-Liens est une église située aux Riceys, en France.

## Localisation
L'église est située sur la commune des Riceys, dans le département français de l'Aube.

## Historique
L'édifice est classé au titre des monuments historiques en 1840.

## Galerie d'images

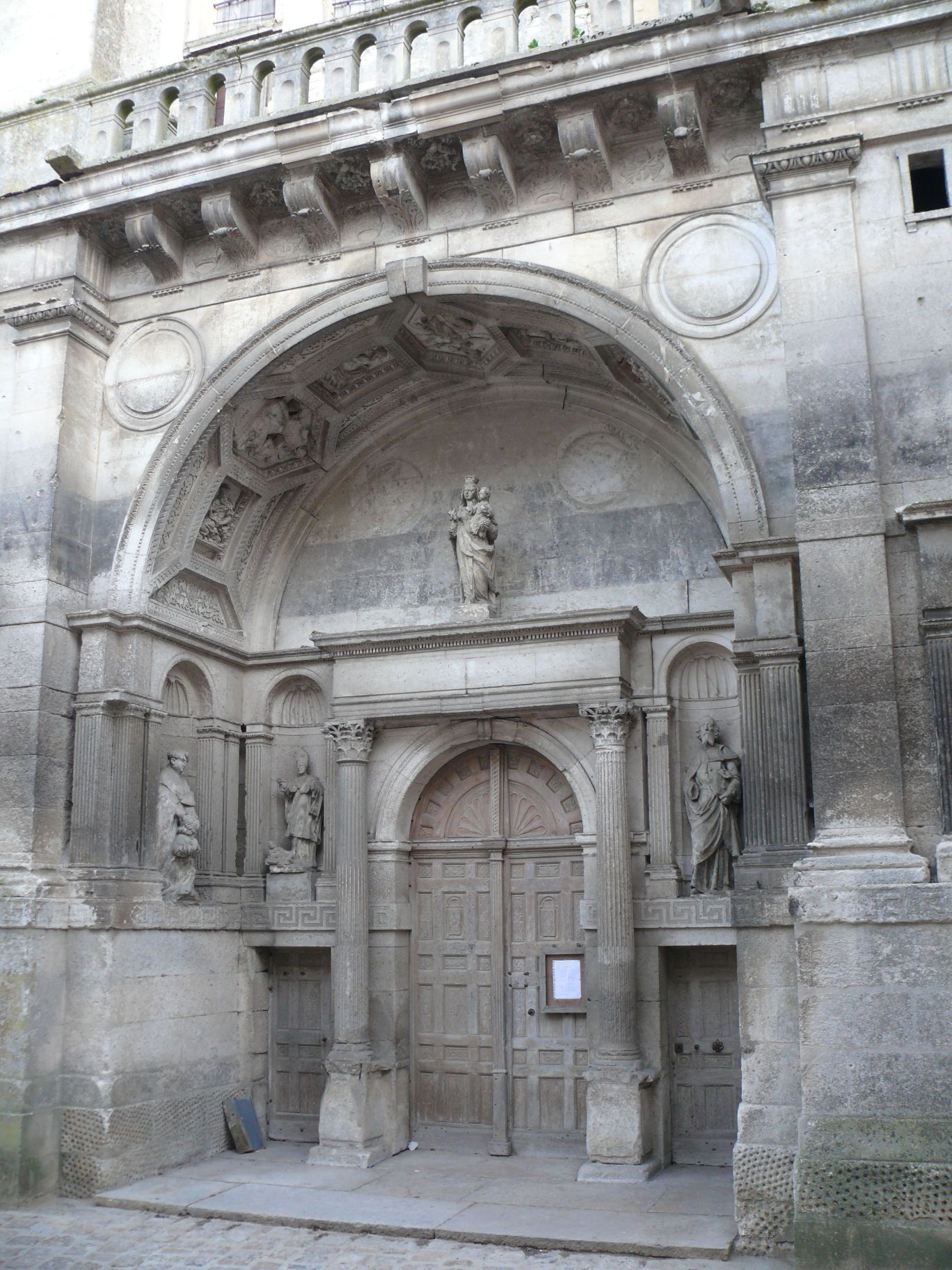
La porte.
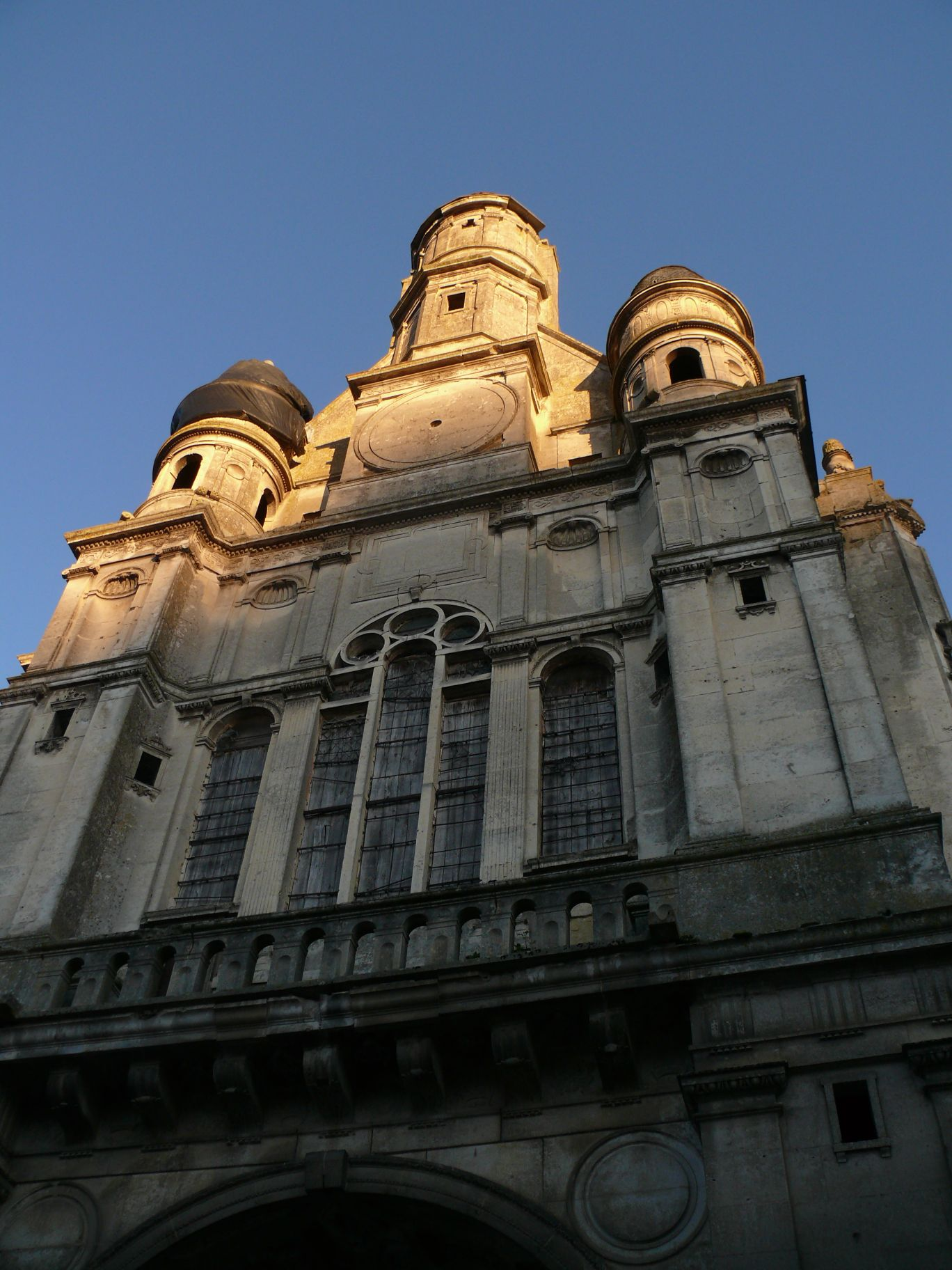
La façade.
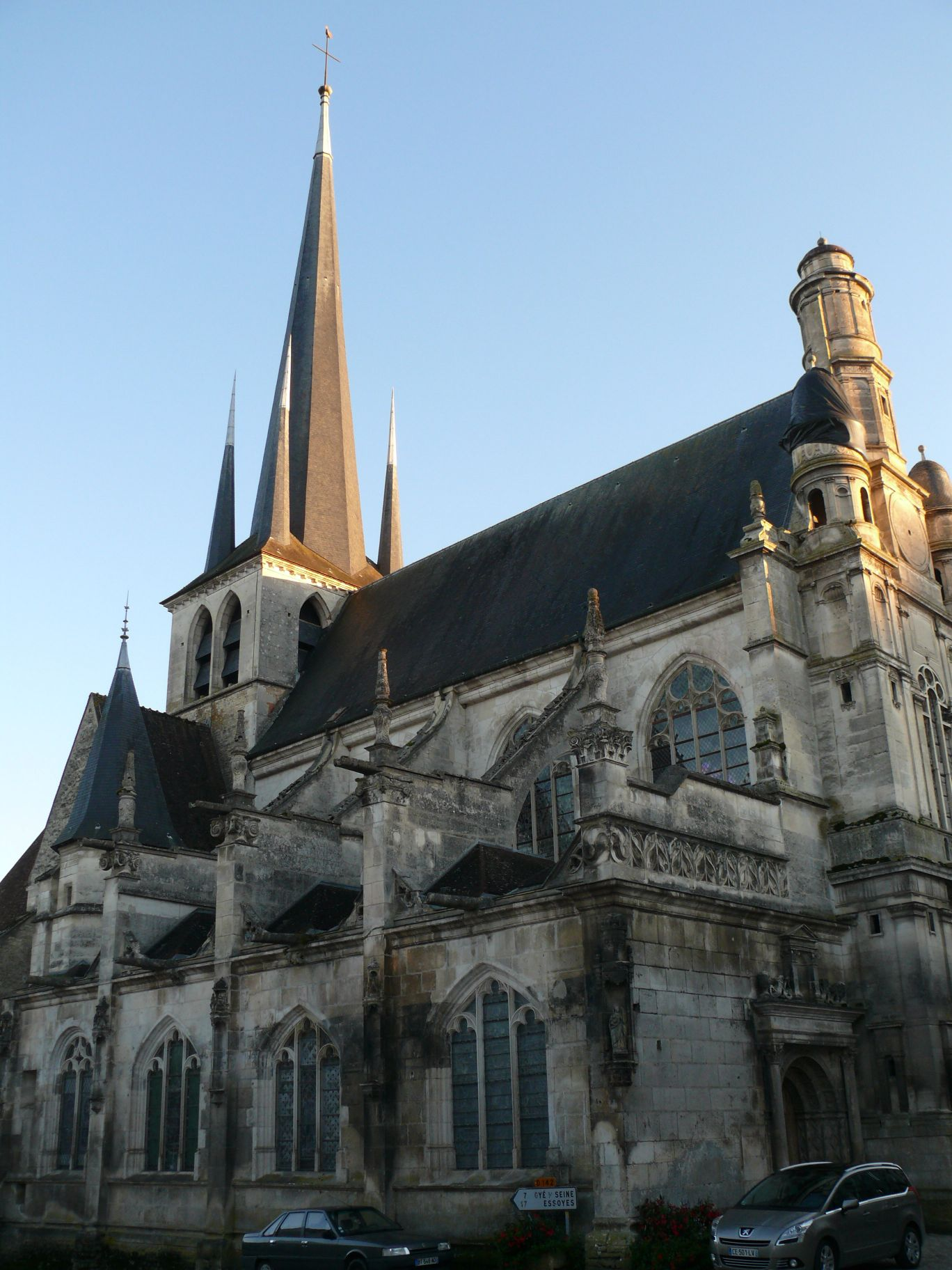
Le flanc.
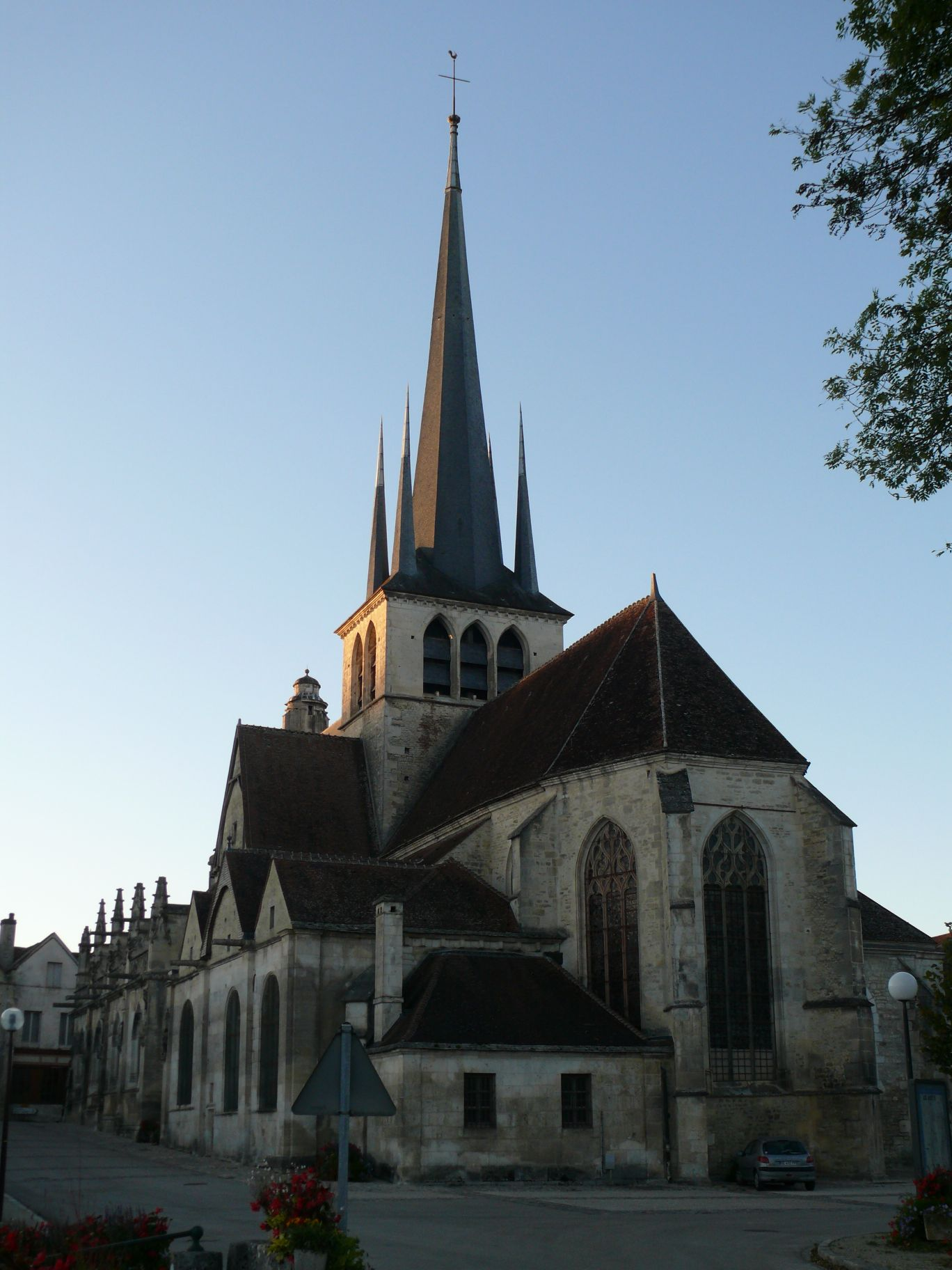
L'abside.
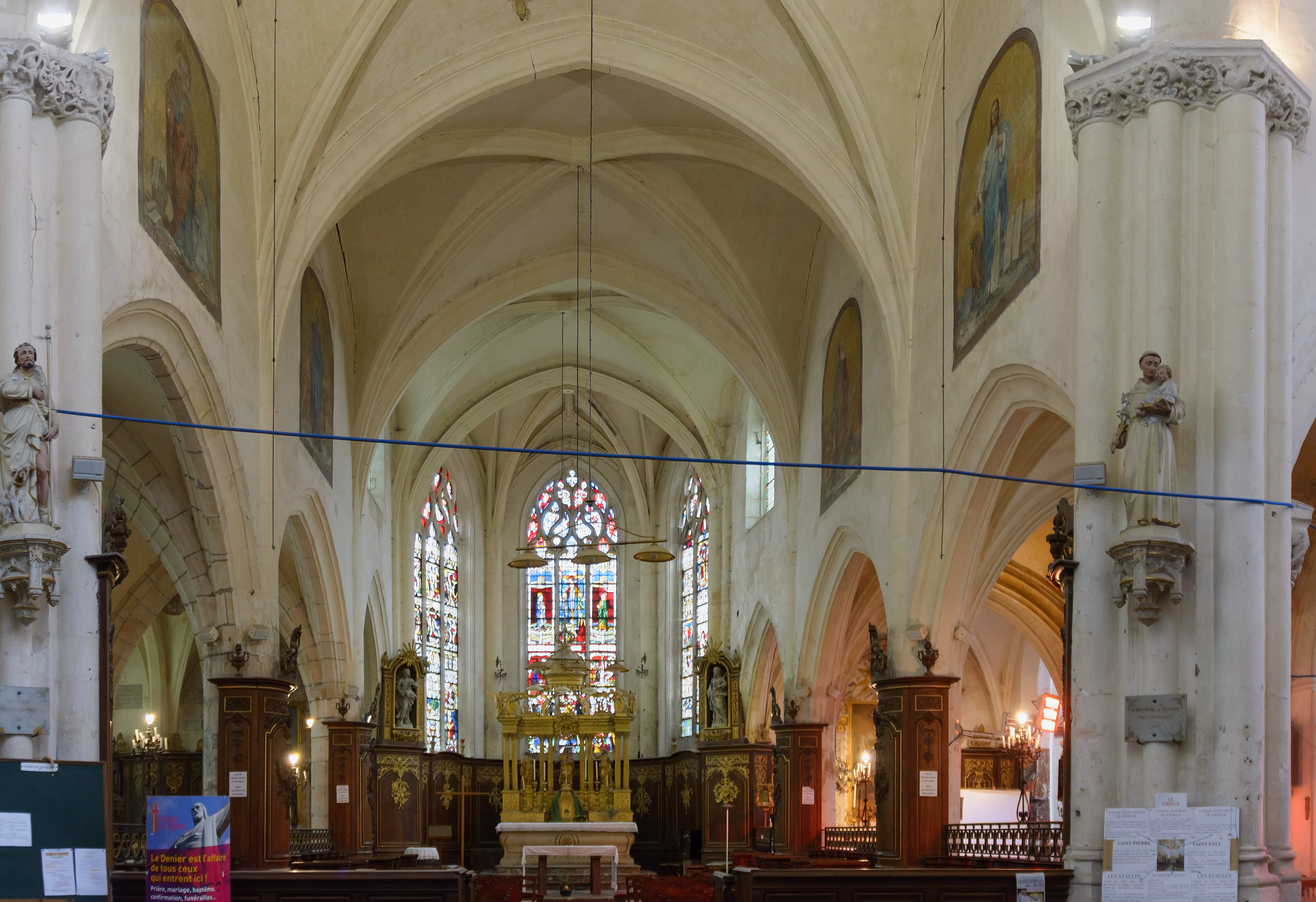
Vue intérieure.